# Meioneta unimaculata
Meioneta unimaculata är en spindelart som först beskrevs av Banks 1892.  Meioneta unimaculata ingår i släktet Meioneta och familjen täckvävarspindlar. Inga underarter finns listade i Catalogue of Life.